# Paralelo 74 S
O Paralelo 74S é um paralelo no 74° grau a sul do plano equatorial terrestre.

## Dimensões
Conforme o sistema geodésico WGS 84, no nível de latitude 74° S, um grau de longitude equivale a 30,78 km; a extensão total do paralelo é portanto 11.080 km, cerca de 27,5 % da extensão do Equador, da qual esse paralelo dista 8.215 km, distando 1.787 km do polo sul.

## Cruzamentos
O paralelo 74 S cruza terra firme da Antártica por quase dois terços de sua extensão, em 7 trechos separados, dentre os quais estão as ilhas Wright, Carney e Siple a a Península de Martin. Um terço de sua extensão fica sobre o Oceano Antártico, passando pelo Mar de Weddell, de Ross e em três trechos sobre o Mar de Amundsen.